# Mesochria scottiana
Espèce
Mesochria scottiana est une espèce de diptères nématocères de la famille des Anisopodidae.